# Joseph C. McConnell

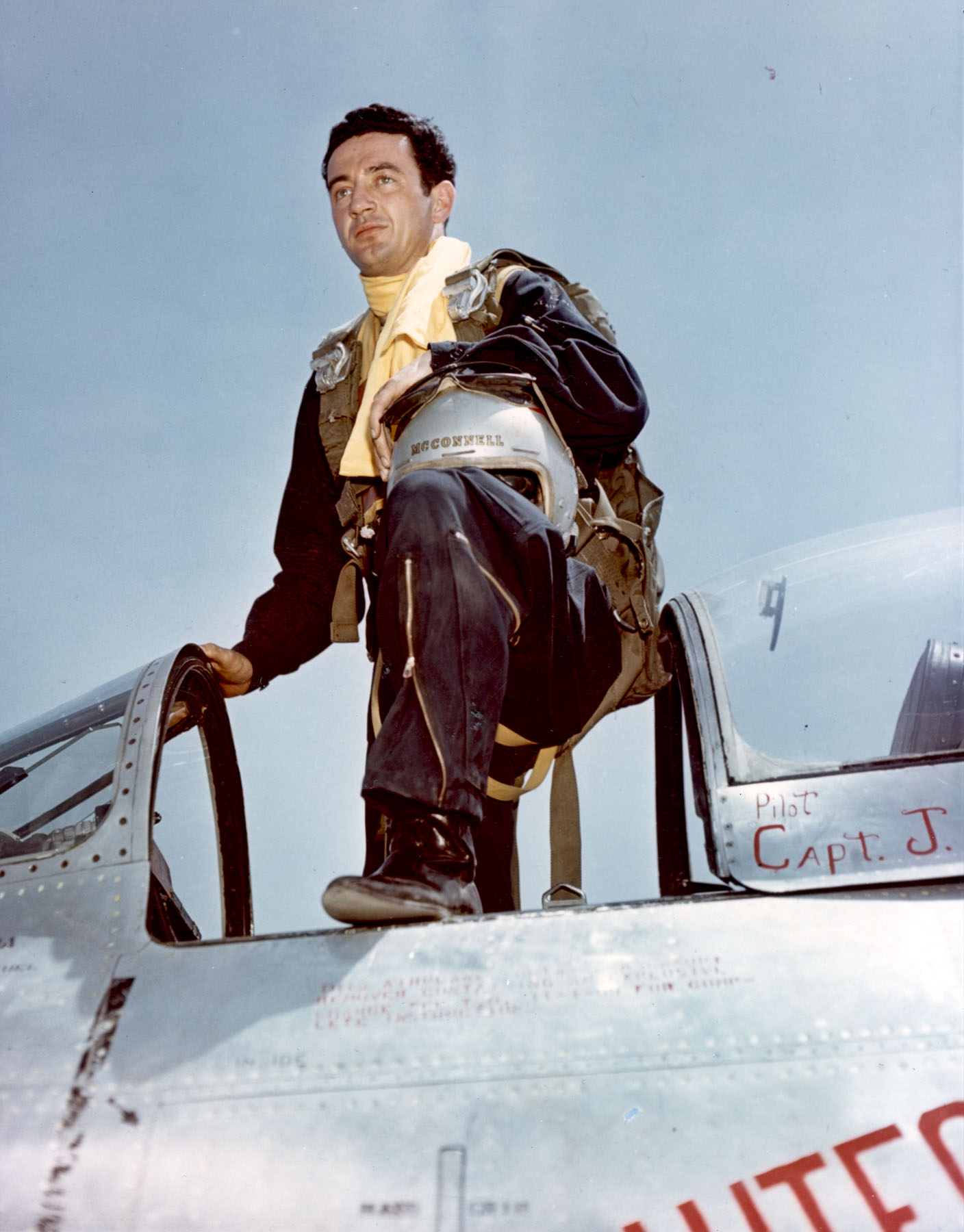
Joseph C. McConnell als Pilot

Joseph Christopher McConnell Jr. (* 30. Januar 1922 in Dover, New Hampshire; † 25. August 1954 auf der Edwards Air Force Base, Kalifornien) war ein US-amerikanischer Jagdflieger der United States Air Force. Er galt als das beste US-amerikanische Fliegerass während des Koreakriegs. Captain McConnell wurde der Abschuss von 16 MiG-15 zugeschrieben. Er wurde für seine Aktionen in Luftkämpfen mit dem Distinguished Service Cross, dem Silver Star und dem Distinguished Flying Cross ausgezeichnet. McConnell war das erste US-amerikanische dreifache Jet-on-Jet-Fliegerass und ist bis heute das US-amerikanische Jet-Ass mit den meisten Auszeichnungen.

## Leben
McConnell wurde am 30. Januar 1922 in Dover, New Hampshire, geboren. Am 15. Oktober 1940 wurde er in die United States Army einberufen und diente bis zum Eintritt in das Luftfahrtkadettenprogramm im United States Army Medical Corps.

### Militärdienst

#### Zweiter Weltkrieg
1943 trat McConnell dem Aviation Cadet Program der U.S. Army Air Forces bei. Sein Traum, Pilot zu werden, zerschlug sich, als er nicht zur Pilotenausbildung, sondern zur Ausbildung zum Navigator geschickt wurde. Er wurde zum Oberleutnant befördert und wurde am 18. September 1944 mit dem Navigator Badge ausgezeichnet. Er schloss das Training auf dem Consolidated B-24 und trat im Januar 1945 der 448th Fighter-Bomber Group in England bei. Als Navigator flog er in Europa 60 Kampfmissionen. Nach dem Krieg blieb er bei den Army Air Forces und begann 1946 eine Pilotenausbildung. McConnell erreichte schließlich doch noch sein Ziel, Pilot zu werden. Er erhielt am 25. Februar 1948 sein USAF-Pilotenzeugnis auf der Williams Air Force Base in Arizona. Danach diente er in verschiedenen Jagdgeschwadern der USAF.

#### Koreakrieg

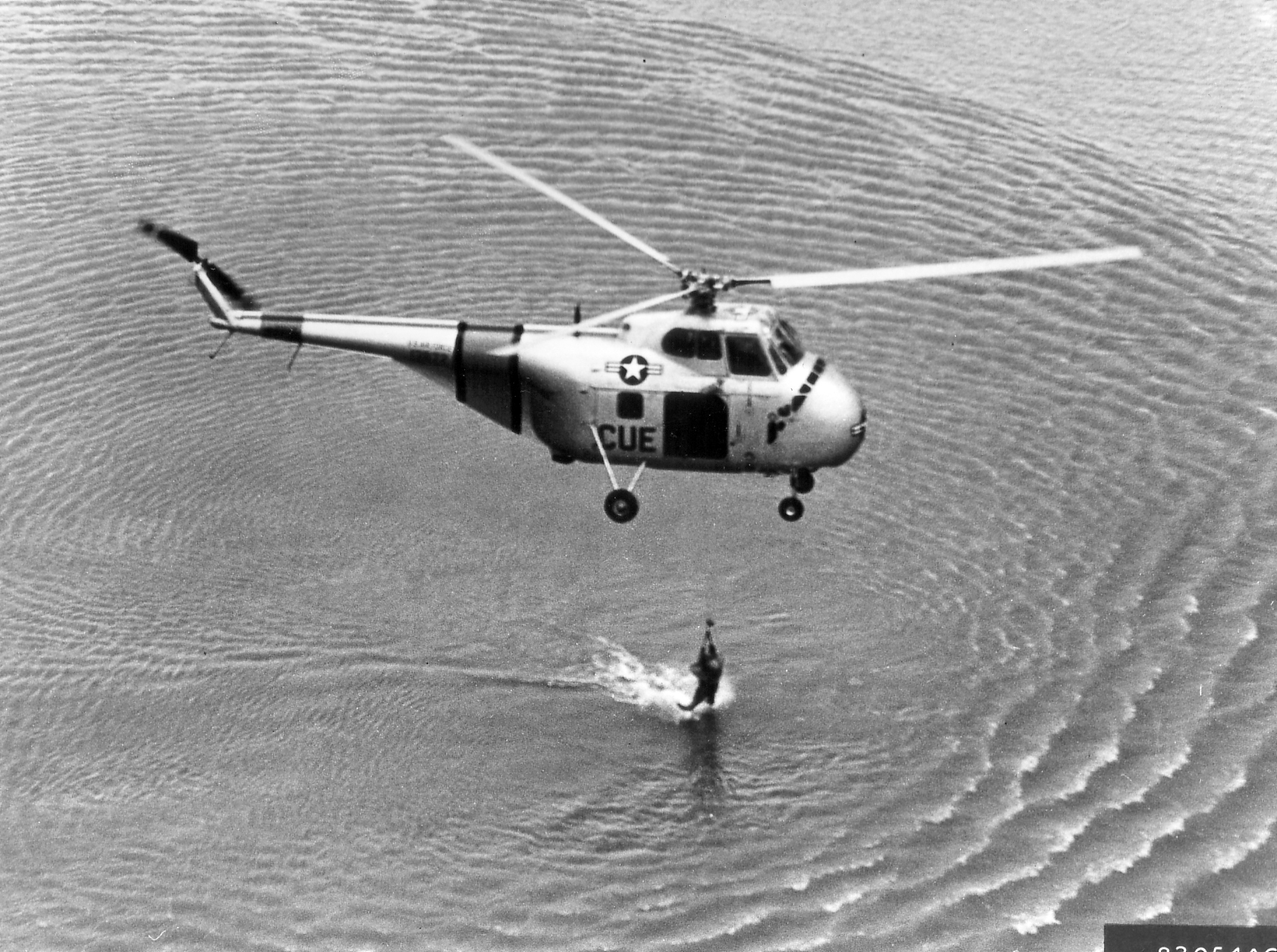
McConnells Rettung am 12. April 1953

McConnell wurde im September 1952 dem 39th Fighter-Interceptor Squadron der 51st Fighter-Interceptor Wing zugewiesen. McConnell, der über eine außergewöhnliche Sehkraft verfügte, erwies sich als aggressiver MiG-Jäger, doch schoss er sein erstes feindliches Flugzeug erst im folgenden Jahr ab. Alle seine Siege erzielte er in einem Zeitraum von vier Monaten, vom 14. Januar bis zum 18. Mai 1953.
Captain McConnell flog mindestens drei verschiedene Flugzeuge des Typs North American F-86, genannt „Beauteous Butch“. Der Name bezog sich auf den Spitznamen seiner Ehefrau Pearl Brown. Seine ersten acht Abschüsse erzielte er in einer F-86E-10 (Seriennummer 51–2753, Buzz Number FU-753). Der zweite Sabre war ein F-86F-15 (Seriennummer 51–12971, Buzz Number FU-971). McConnell schoss eine MiG-15, geführt von dem sowjetischen Piloten Semjon Fedorez, ab. McConnells Sabre wurde jedoch ebenfalls schwer beschädigt und musste abspringen. Dieser dramatische gegenseitige Abschuss begann damit, dass die MiG-15 die Sabre aus dem Hinterhalt angriff und es ihr gelang, die Sabre zu beschädigen. McConnell reagierte schnell, indem er im Tiefflug auf die MiG zurollte und sie aus dem Himmel schoss. McConnell löste über dem Gelben Meer den Schleudersitz aus. Innerhalb weniger Minuten wurde er von einem US-amerikanischen Helikopter gerettet. Am nächsten Tag kehrte er in die Luft zurück und schoss eine weitere MiG ab. Die letzte Sabre, die McConnell im Kampf flog, war eine F-86F-1 (Seriennummer 51–2910, Buzz Number FU-910). Dieses Flugzeug wurde nach seinem letzten Einsatz umlackiert und erhielt den Namen „Beauteous Butch II“. Während seines letzten Kampfeinsatzes am 18. Mai 1953 zerstörte McConnell 2 von 28 Flugzeugen des Typs MiG-15 über Nordkorea und beschädigte eines. Damit kam er auf insgesamt 16 zerstörte und 5 beschädigte Flugzeuge und wurde zum ersten dreifachen Jet-Ass der USA. Unmittelbar nach seinem 16. Luftsieg wurde McConnell in die Vereinigten Staaten zurückgeschickt, zusammen mit Manuel „Pete“ Fernandez, dem besten Air Force-Ass (14,5 Luftsiege) des 4th Fighter-Interceptor Wing. McConnell traf sich mit dem Präsidenten im Weißen Haus und wurde am 18. Mai 1953 für seine Verdienste mit dem Distinguished Service Cross ausgezeichnet, der zweithöchsten Auszeichnung für Tapferkeit in den USA.

### Tod
McConnell kehrte in seine Heimat nach Apple Valley, Kalifornien zurück und war auf der George Air Force Base stationiert, wo er dem 445th Fighter Squadron zugewiesen wurde und wieder F-86-Flugzeuge flog. Am 6. August 1953 schenkten die Einwohner von Apple Valley Captain McConnell ein neues Haus, das „Appreciation House“. Das Haus wurde innerhalb von 45 Stunden fertiggestellt, wobei alle Grundstücke, Materialien und Arbeitskräfte gespendet wurden. 1954 wurde er vorübergehend dem Testprogramm für die neue F-86H Sabre zugeteilt. Dabei handelte es sich um die letzte und leistungsstärkste Version der Sabre, die als nuklearfähiger Jagdbomber konzipiert war. Am 25. August 1954, während der Erprobung der fünften Produktionsversion der F-86H-1-NA (Seriennummer 52-1981) auf der Edwards Air Force Base, kam McConnell bei einem Absturz in der Nähe des Stützpunktes infolge einer Fehlfunktion der Steuerung ums Leben. Als Ursache des Unfalls wurde ein fehlender Bolzen angegeben. Der damalige Major Chuck Yeager wurde mit der Untersuchung des Absturzes beauftragt und reproduzierte die Fehlfunktion in einer viel größeren Höhe. Dieser Höhenvorteil ermöglichte es ihm, die Kontrolle über das Flugzeug wiederzuerlangen, bevor es auf den Wüstenboden aufschlug.
McConnells Frau Pearl „Butch“ McConnell starb 2008 im Alter von 86 Jahren. Sie hat nie wieder geheiratet und wurde neben Captain McConnell im Victor Valley Memorial Park in Victorville, Kalifornien, beigesetzt.

## Militärische Auszeichnungen
- USAF Pilot Badge
- Distinguished Service Cross
- Silver Star
- Distinguished Flying Cross
- Air Medal mit dreifach bronzenem Eichenlaub
- Presidential Unit Citation
- Good Conduct Medal
- American Defense Service Medal
- American Campaign Medal
- European-African-Middle Eastern Campaign Medal mit zwei bronzenen Campaign Stars
- World War II Victory Medal
- National Defense Service Medal
- Korean Service Medal mit zwei bronzenen Campaign Stars
- Air Force Longevity Service Award mit zweifach bronzenem Eichenlaub
- Republic of Korea Presidential Unit Citation
- United Nations Korea Medal
- Korean War Service Medal

## Film
- 1955 erschien der Film Wolkenstürmer mit Alan Ladd als Joseph McConnell und June Allyson als dessen Ehefrau.

## Bibliografie
- Baugher, Joe. "USAAS-USAAC-USAAF-USAF Aircraft Serial Numbers – 1908 to Present", USAF Serials. Abgerufen am 5. März 2011.
- Coombs, Charles. Sabre Jet Ace (The American Adventure Series). Evanston, Illinois, USA: Row, Peterson and Company, 1961, First edition 1959.
- Davis, Larry. MiG Alley. Carrollton, Texas: Squadron/Signal Publications, 1978. ISBN 0-89747-081-8.
- Gurney, Gene. Five Down and Glory. New York: G. P. Putnam's Sons, 1958. ISBN 0-405-03764-3.
- Shores, Christopher. Fighter Aces. London: Hamlyn Publishing, 1975. ISBN 0-600-30230-X.
- Thompson, Warren. F-86 Sabre Aces of the 51st Fighter Wing. London: Osprey, 2006. ISBN 1-84176-995-9.